# Chipman River
Chipman River ist ein Fluss im äußersten Norden der kanadischen Provinz Saskatchewan.
Der Fluss hat seinen Ursprung im Selwyn Lake. Er verlässt Selwyn Lake an dessen Südwestende, durchfließt anschließend den Bompas Lake, und erreicht nach etwa 50 km den Black Lake. Das Einzugsgebiet umfasst 6580 km², die Abflussmenge beträgt 13 m³/s.